# Kanton Obernai
Der Kanton Obernai ist ein französischer Wahlkreis im Département Bas-Rhin.

## Gemeinden
Der Kanton besteht aus 25 Gemeinden mit insgesamt 42.182 Einwohnern (Stand: 1. Januar 2021) auf einer Gesamtfläche von 251,28 km²:
| Gemeinde         | Einwohner 1. Januar 2022 | Fläche km² | Dichte Einw./km² | Code INSEE | Postleitzahl |
| ---------------- | ------------------------ | ---------- | ---------------- | ---------- | ------------ |
| Andlau           | 1.759                    | 23,69      | 74               | 67010      | 67140        |
| Barr             | 7.152                    | 20,61      | 347              | 67021      | 67140        |
| Bernardswiller   | 1.459                    | 5,53       | 264              | 67031      | 67210        |
| Bernardvillé     | 202                      | 2,76       | 73               | 67032      | 67140        |
| Blienschwiller   | 308                      | 3,07       | 100              | 67051      | 67650        |
| Bourgheim        | 635                      | 2,83       | 224              | 67060      | 67140        |
| Dambach-la-Ville | 2.207                    | 28,83      | 77               | 67084      | 67650        |
| Eichhoffen       | 513                      | 2,30       | 223              | 67120      | 67140        |
| Epfig            | 2.246                    | 21,90      | 103              | 67125      | 67680        |
| Gertwiller       | 1.273                    | 4,89       | 260              | 67155      | 67140        |
| Goxwiller        | 835                      | 3,30       | 253              | 67164      | 67210        |
| Heiligenstein    | 938                      | 3,99       | 235              | 67189      | 67140        |
| Itterswiller     | 224                      | 1,18       | 190              | 67227      | 67140        |
| Krautergersheim  | 1.745                    | 6,37       | 274              | 67248      | 67880        |
| Le Hohwald       | 501                      | 20,84      | 24               | 67210      | 67140        |
| Meistratzheim    | 1.503                    | 12,82      | 117              | 67286      | 67210        |
| Mittelbergheim   | 598                      | 3,83       | 156              | 67295      | 67140        |
| Niedernai        | 1.253                    | 11,33      | 111              | 67329      | 67210        |
| Nothalten        | 440                      | 4,00       | 110              | 67337      | 67680        |
| Obernai          | 12.216                   | 25,74      | 475              | 67348      | 67210        |
| Reichsfeld       | 295                      | 4,95       | 60               | 67387      | 67140        |
| Saint-Pierre     | 613                      | 3,21       | 191              | 67429      | 67140        |
| Stotzheim        | 1.090                    | 13,61      | 80               | 67481      | 67140        |
| Valff            | 1.369                    | 10,91      | 125              | 67504      | 67210        |
| Zellwiller       | 808                      | 8,79       | 92               | 67557      | 67140        |
| Kanton Obernai   | 42.182                   | 251,28     | 168              | 6712       | –            |

Bis zur landesweiten Neuordnung der französischen Kantone im März 2015 gehörten zum Kanton Obernai die zehn Gemeinden Bernardswiller, Bourgheim, Goxwiller, Innenheim, Krautergersheim, Meistratzheim, Niedernai, Obernai, Valff und Zellwiller. Sein Zuschnitt entsprach einer Fläche von 93,90 km2. Er besaß vor 2015 den INSEE-Code 6716.